# Xingqiao (köpinghuvudort i Kina, Zhejiang Sheng, lat 30,40, long 120,25)
Xingqiao är en köpinghuvudort i Kina. Den ligger i provinsen Zhejiang, i den östra delen av landet, omkring 18 kilometer nordost om provinshuvudstaden Hangzhou. Antalet invånare är 36 592. Befolkningen består av 17 175 kvinnor och 19 417 män. Barn under 15 år utgör 13,0 %, vuxna 15-64 år 80 %, och äldre över 65 år 6,0 %.
Runt Xingqiao är det mycket tätbefolkat, med 1 463 invånare per kvadratkilometer. Närmaste större samhälle är Hangzhou, 14,6 km sydväst om Xingqiao. Trakten runt Xingqiao består till största delen av jordbruksmark.
Genomsnittlig årsnederbörd är 1 869 millimeter. Den regnigaste månaden är juni, med i genomsnitt 328 mm nederbörd, och den torraste är november, med 74 mm nederbörd.